# Roberta Flack Featuring Donny Hathaway
Roberta Flack Featuring Donny Hathaway — студийный альбом американских исполнителей Роберты Флэк и Донни Хатауэя, выпущенный в 1980 году на лейбле Atlantic Records. Альбом был спродюсирован Флэк и Эриком Меркури.

## Об альбоме
Данный лонгплей был задуман как продолжение дуэтного альбома 1972 года Roberta Flack & Donny Hathaway. 13 января 1979 года Флэк и Хатауэй записали две песни: «Back Together Again» и «You Are My Heaven». Вечером они отужинали у певицы в Дакоте и Хатауэй отправился к себе в гостиницу. Тем же вечером певец выпрыгнул из окна своего номера на пятнадцатом этаже, совершив самоубийство.
Релиз и запись альбома, естественно, были остановлены, но тем не менее, Флэк решила закончить альбом в память о друге. На альбом попали те самые две записанные с Хатауэем песни. Последняя записанная певцом песня «You Are My Heaven» была выпущена в качестве лид-сингла в ноябре 1979 года. Сам альбом был выпущен в начале 1980 года. Он достиг 25-го места в чарте Billboard Top LPs и 4-го места в чарте Top Soul Albums.

## Список композиций
| №  | Название                          | Автор(ы)                   | Длительность |
| -- | --------------------------------- | -------------------------- | ------------ |
| 1. | «Only Heaven Can Wait (For Love)» | Роберта Флэк, Эрик Меркури | 4:03         |
| 2. | «God Don’t Like Ugly»             | Гвен Гатри                 | 4:34         |
| 3. | «You Are My Heaven»               | Эрик Меркури, Стиви Уандер | 4:10         |
| 4. | «Disguises»                       | Стюарт Шарф                | 2:24         |

| №  | Название                      | Автор(ы)                    | Длительность |
| -- | ----------------------------- | --------------------------- | ------------ |
| 1. | «Don’t Make Me Wait Too Long» | Стиви Уандер                | 7:45         |
| 2. | «Back Together Again»         | Регги Лукас, Джеймс Эмтюн   | 9:45         |
| 3. | «Stay with Me»                | Джерри Гоффин, Майкл Массер | 3:47         |

## Позиции в хит-парадах
| Хит-парад (1980)                       | Высшая позиция |
| -------------------------------------- | -------------- |
| США (Billboard 200)                    | 25             |
| США (Billboard Top R&B/Hip-Hop Albums) | 4              |
| США (Billboard Top Jazz Albums)        | 9              |

| Хит-парад (1980)                   | Позиция |
| ---------------------------------- | ------- |
| США (Billboard Top Popular Albums) | 90      |
| США (Billboard Top Soul Albums)    | 22      |

## Сертификации и продажи
| Регион | Сертификация | Продажи  |
| --- | ------------ | -------- |
| США (RIAA) | Золотой      | 500 000^ |
| * Данные о продажах приведены только на основе сертификации. ^ Данные о тиражах приведены только на основе сертификации. |              |          |